# Hagbart Steffens
Hagbart Steffens (ur. 13 sierpnia 1874 w Oslo, zm. 27 czerwca 1932 tamże) – norweski żeglarz, olimpijczyk.
Na regatach rozegranych podczas Letnich Igrzysk Olimpijskich 1908 wystąpił w klasie 8 metrów zajmując 4 pozycję. Załogę jachtu Fram tworzyli również Eilert Falch-Lund, Johan Anker, Einar Hvoslef i Magnus Konow.